# Якоби, Карл (писатель)
Карл Ричард Якоби (также Карл Джекоби; верно Джако(у)би; англ. Carl Richard Jacobi; 10 июля 1908, Миннеаполис, Миннесота — 25 августа 1997, Сент-Луис-Парк, Миннесота) — американский писатель, первоначально работавший в жанрах научной фантастики, фэнтези и ужасов, а в дальнейшем — детектива и приключения, журналист (The Minnesota Quarterly, Minnesota Ski-U-Mah и Minneapolis Star) и редактор.

## Биография
Родился в Миннеаполисе 10 июля 1908 года в семье Ричарда Кливленда Якоби и Мэти Хоффмен.
В 1927 году начал изучать английскую литературу в Университете Миннесоты, который закончил со степенью бакалавра в 1931 году. Всю жизнь прожил в Миннеаполисе. Работал некоторое время репортёром в Minneapolis Star, позднее — редактором «Мидвест Медиа» (англ. Midwest Media), однако большую часть жизни посвятил написанию художественной литературы.
Скончался 25 августа 1997 года в Сент-Луис-Парке.

## Творчество
Писал в жанрах научной фантастики, фэнтези, ужасов для «бульварных журналов».
Первый рассказ «Убегающий грузовой вагон» (англ. The Runaway Box-Car) опубликовал в школьном литературном журнале The Quest в 1924 году. Продолжал публиковаться и в студенческие годы. Так, его рассказ «Грохочущая пушка» (англ. Rumbling Cannon) в 1928 году публиковался в журнале Secret Service Stories, а рассказ «Майв» (англ. Mive) появился в университетском литературном журнале Minnesota Quarterly. Этот рассказ получил приз от университета, и в дальнейшем был опубликован в январском номере Weird Tales 1932 года, где его хорошо оценил другой писатель, Говард Лавкрафт. После этого Якоби сотрудничал и с другими журналами, включая Terror Tales, Amazing Stories, Short Stories, Galaxy, Fantastic Universe, Mike Shayne Mystery Magazine, Thrilling Adventures и Thrilling Mystery.
Некоторые работы Якоби написаны под влиянием творчества Лавкрафта и «Мифов Ктулху», в частности «Гробница из другого мира» (1932) и «Аквариум» (1962); второй вошёл в сборник «свободных продолжений вселенной Лавкрафта». Также является автором трёх сборников популярного издательства Arkham House — «Откровения в чёрном» (1947), «Портреты в лунном свете» (1964), «Разоблачения в алом» (1972).